# Геокчајски рејон
Геокчајски рејон (азер. Göyçay rayonu), једна је од 78 административно-територијалних јединица Азербејџана. Налази се у пределу региона Аран. Административни центар рејона се налази у граду Геокчај. 
Геокчајски рејон обухвата површину од 740 km² и има 111.100 становника (подаци из 2011). 
Административно, рејон се даље дели у 41 мањих општина.